# Îlot de Toul-Bihan
Toul-Bihan est une petite île française, située sur la commune de Quiberon, dans le département du Morbihan, en région Bretagne.

## Toponymie
En breton, Iniz en Toull Bihan qui signifie Île du petit passage

## Géographie
Toul-Bihan  est située entre l'îlot de Toul-Bras et la pointe du Conguel, en direction du phare de la Teignouse qui marque le  passage de la Teignouse.